# Mimov
Mimov je malá vesnice, část obce Osvračín v okrese Domažlice v Plzeňském kraji. Nachází se dva kilometry jihovýchodně od Osvračína. Je zde evidováno 25 adres. V roce 2011 zde trvale žilo 36 obyvatel.
Mimov leží v katastrálním území Osvračín o výměře 11,24 km².

## Historie
První písemná zmínka o vesnici pochází z roku 1196.

## Obyvatelstvo
| Rok            | 1869 | 1880 | 1890 | 1900 | 1910 | 1921 | 1930 | 1950 | 1961 | 1970 | 1980 | 1991 | 2001 | 2011 | 2021 |
| -------------- | ---- | ---- | ---- | ---- | ---- | ---- | ---- | ---- | ---- | ---- | ---- | ---- | ---- | ---- | ---- |
| Počet obyvatel | 132  | 126  | 122  | 151  | 135  | 148  | 119  | 42   | 112  | 97   | 47   | 37   | 36   | 36   | 30   |
| Počet domů     | 26   | 27   | 27   | 27   | 25   | 25   | 26   | 28   | 28   | 25   | 18   | 20   | 21   | 22   | 22   |

## Obecní správa
Při sčítání lidu v letech 1850–1959 Mimov byl osadou obce Lštění v okrese Horšovský Týn (v letech 1850–1910 Horšův Týn). Od roku 1960 je částí obce Osvračín v okrese Domažlice.

## Další fotografie

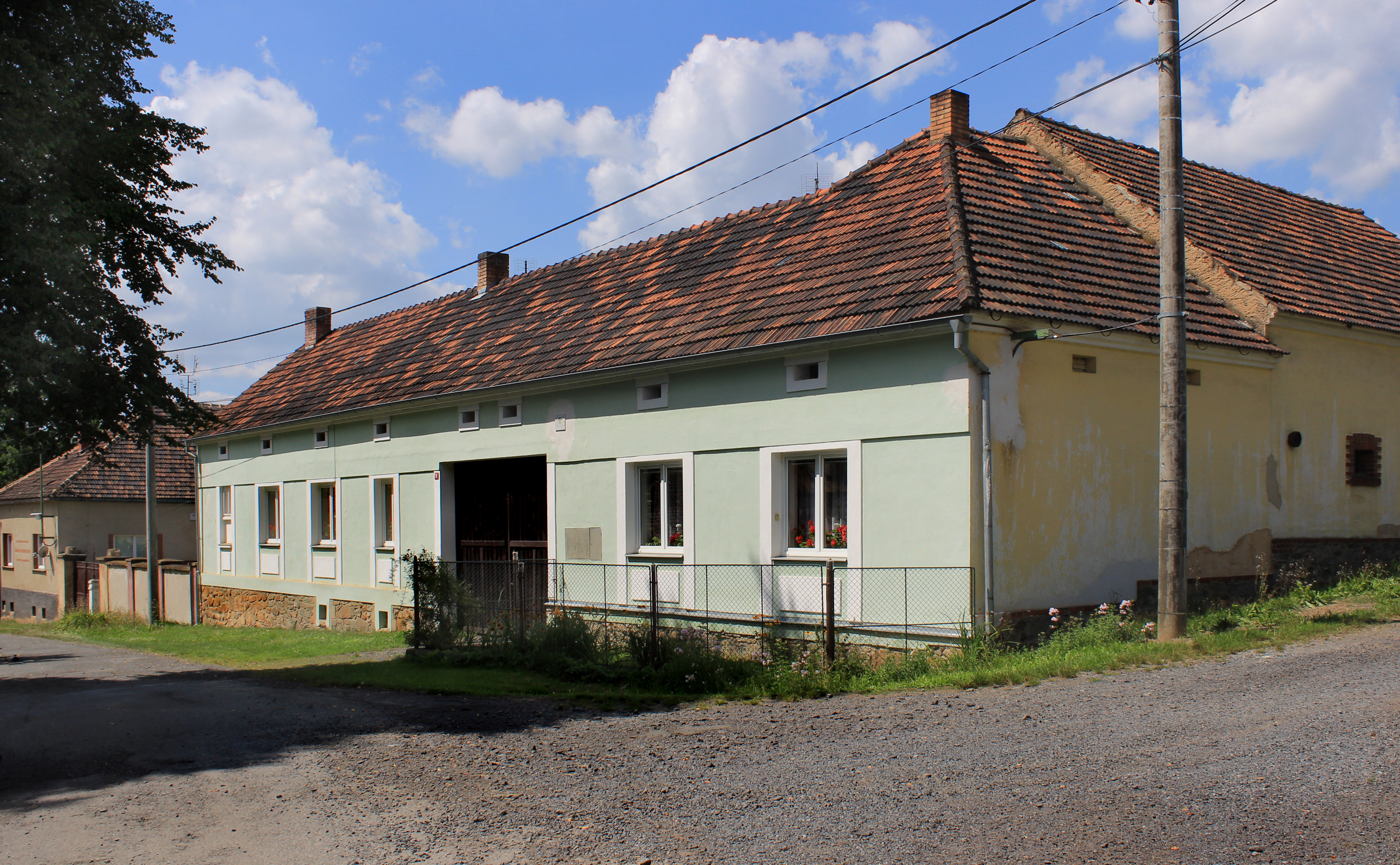
Dům čp. 3
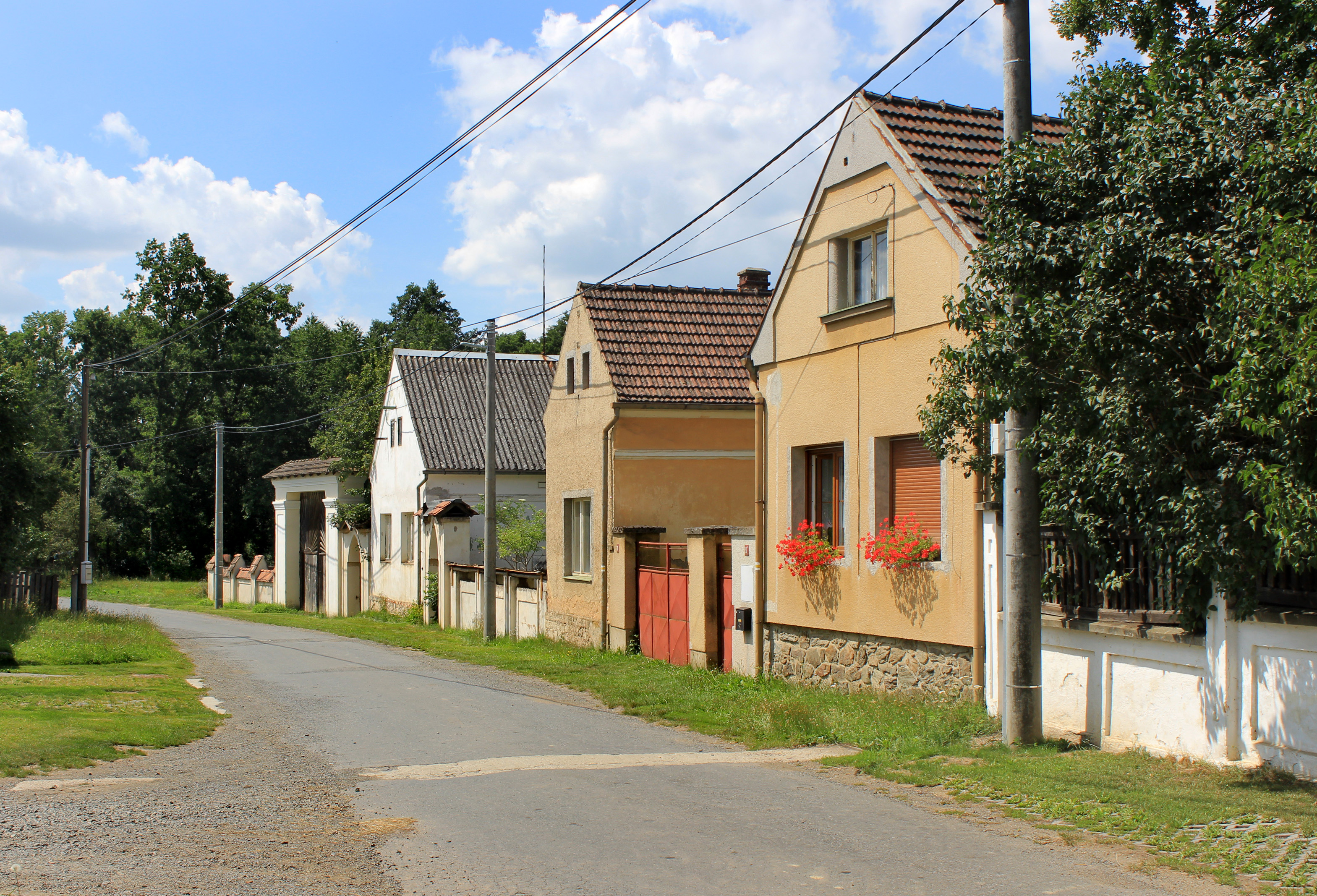
Východní část vesnice
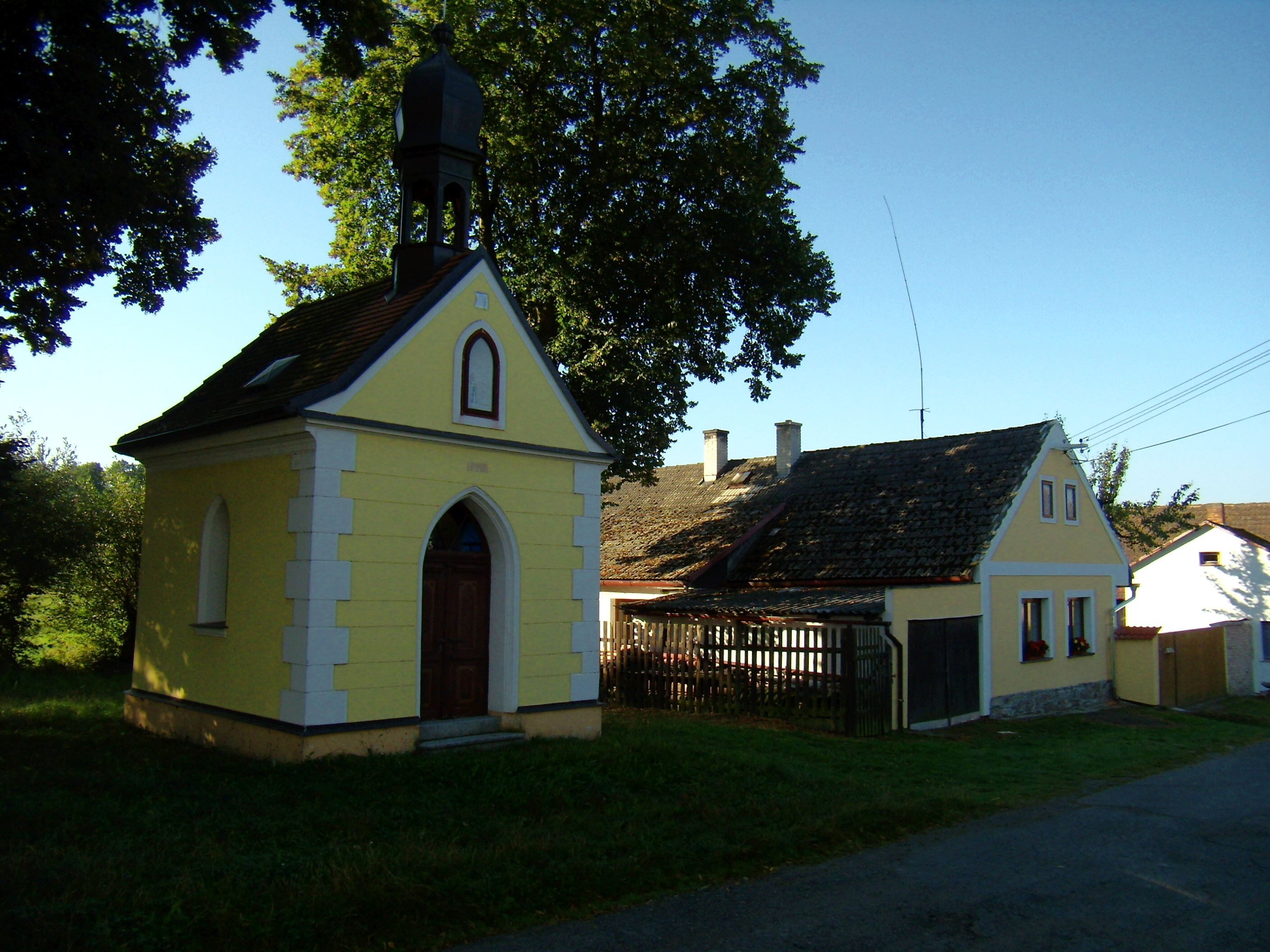
Kaplička